# Longipalpus visayanus
Longipalpus visayanus là một loài bọ cánh cứng trong họ Cerambycidae.